# Chris Steele (basist)
Chris Steele, född 14 juli, 1984 i St. Catharines, Ontario, är nuvarande basist i kanadensiska post-hardcore-bandet Alexisonfire. Chris är den yngsta medlemmen i bandet och kallas oftast 'Steele' av bandet och fans.

## Personlig information
Chris gick i Governor Simcoe Secondary School i St. Catharines. Han bor för tillfället i St. Catharines tillsammans med bandkamraten i Alexisonfire och bäste vännen Wade MacNeil. Hans hobbies inkluderar bland annat DDR, skateboard och basket.

## Sidoprojekt
Steele har ett sidoprojekt kallat The Smoking Bowls. Enligt Chart magazine #178 spelade han i Austin, Texas för Independent Music World Series 11 oktober 2007.

## Utrustning
- Fender - Fender Jazz Bass
- Ampeg SVT CL
- Ampeg 8x10e Cab
- EXL170